# Стратилатовская улица
Стратила́товская — одна из улиц Великого Новгорода. Находится в историческом центре города, на Софийской стороне. Проходит от Большой Санкт-Петербургской улицы до улицы Черняховского. Протяжённость 605 м.
Проложена в конце XVIII века. В древности в этом районе проходила Щиркова улица, упоминаемая в летописях под 1115 [6623] годом.

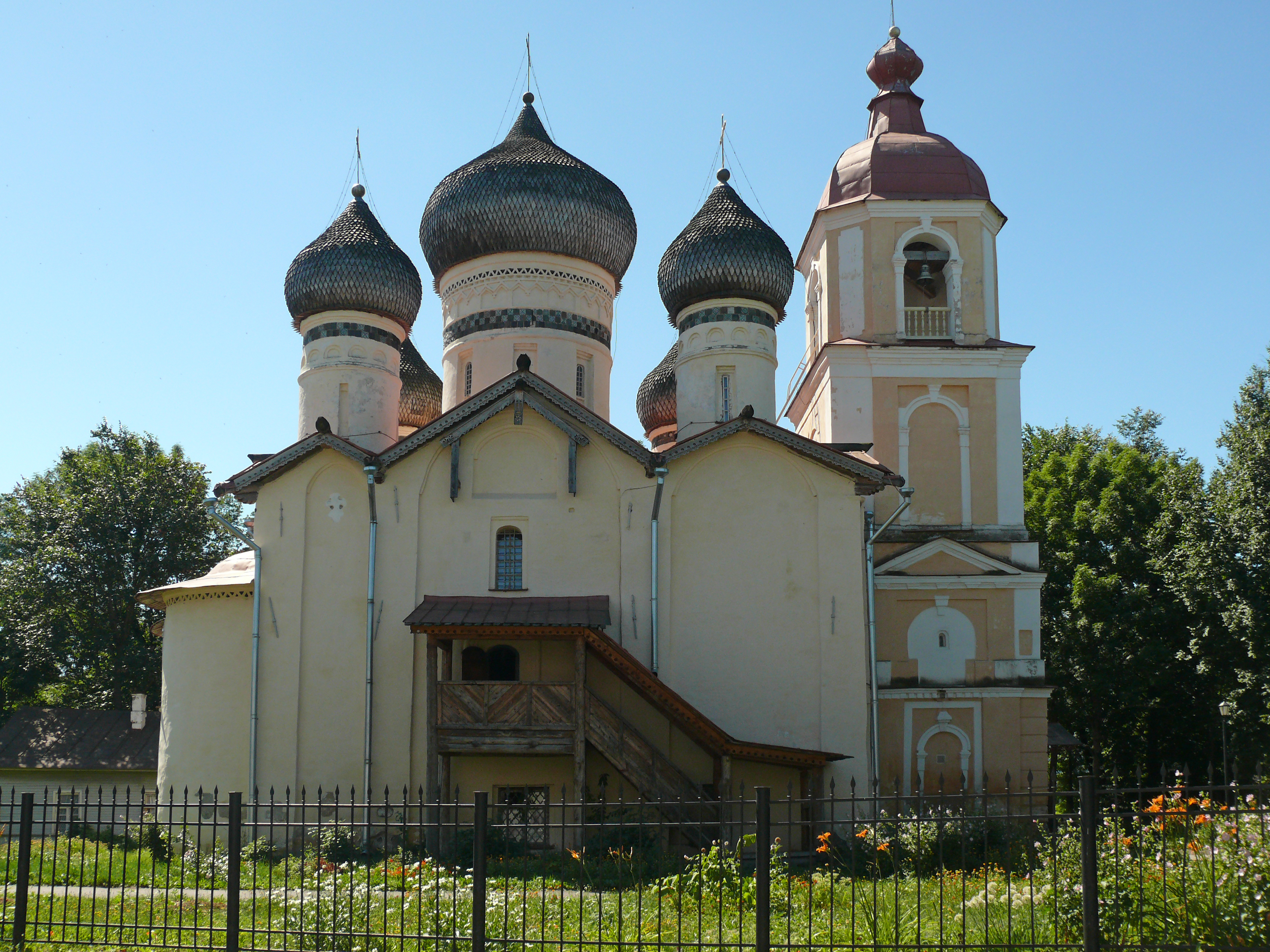
Церковь Феодора Стратилата

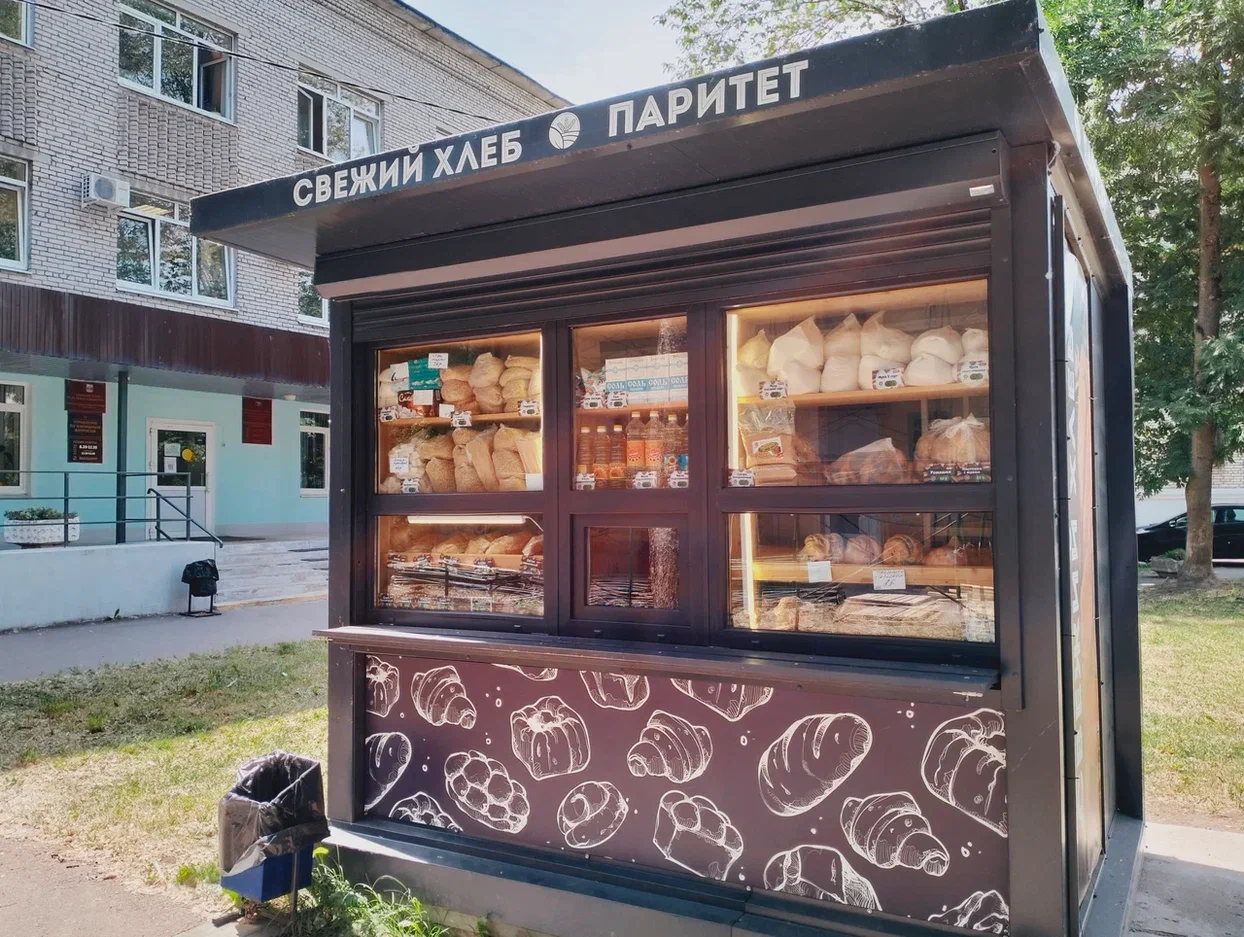
Хлебный ларёк возле здания Управления по жилищным вопросам

Первоначально называлась Фёдоро-Стратилатовской по церкви Феодора Стратилата на Щиркове улице. В XIX веке называлась Стратилатовской и проходила до Новолучанской. В 1925 была переименована в улицу Народовольцев. Позднее был проложен новый участок от Новолучанской до Людогощи, который решением Новгубисполкома от 4 января 1923 года был назван Коммунальной улицей. 1 января 1946 года обе улицы объединили в одну, которая получила название Лермонтова. 12 сентября 1991 возвращено историческое название Стратилатовская.
Из-за поперечных размеров в 1980-90-е годы по улице было организовано одностороннее движение.
Застроена жилыми и административными зданиями. На Стратилатовской находятся: церковь Феодора Стратилата, Дом печати, институт «Новгородгражданпроект», гимназия № 2, Управление Федеральной Регистрационной Службы по Новгородской области, Отдел судебных приставов, Турагентство «Новгородский Спутник», Стоматология, Управление по жилищным вопросам.
В праздничные дни по улице ходят автобусы, обычно едущие на улицу Газон.